# Асоциация на производителите на безалкохолни напитки в България
Асоциация на производителите на безалкохолни напитки в България (АПБНБ) е неправителствена организация, основана през 1995 г. Член е на Европейската асоциация на производителите на безалкохолни напитки UNESDA-CISDA от 1996 г., Българската стопанска камара, Българската търговско-промишлена палата, Българската асоциация на хранителната и питейна индустрия, Съюза по хранителна промишленост при Федерацията на научно-техническите дружества в България.

## За Асоциацията и безалкохолната промишленост в България

### АПБНБ
Асоциацията на производителите на беалкохолни напитки е сдружение с нестопанска цел и е юридическо лице, създадено за осъществяване на дейност в частна полза по реда на Закона за юридическите лица с нестопанска цел.
Асоциацията на производителите на безалкохолни напитки в България представлява голяма част от индустрията за безалкохолни напитки в страната и в международен план, обединявайки по-големи и по-малки производители на безалкохолни напитки – газирани и не газирани напитки, плодови сокове и нектари, готови чайове, спортни и енергийни напитки, бутилирани води, както и редица производители на опаковъчни материали и вносители на суровини за производството на напитки.
Асоциацията осъществява дейности, свързани с подпомагането, защитата и насърчаването на правата и интересите на предприятията, извършващи дейност, свързана с производството и бутилирането на безалкохолни напитки, плодови сокове, натурални минерални, изворни и трапезни води, защитата на интересите и правата на членове на Асоциацията пред държавата, обществените и други органи и институции в Република България и в чужбина;
АПБНБ, като национално представителна организация в бранша, е за сътрудничество между производители и контролна система, което да работи в полза на потребителите и обществото.
Предмет на дейност на Асоциацията обхваща:
- Предприемането на мерки за преференции и облекчения в областта на икономическата политика на членовете на Асоциацията по отношение на данъчното облагане, митническите тарифи, външнотърговския режим и др.;
- Развитието и подпомагането на регионални търговски дейности, а именно производство и пласмент в областта на безалкохолните напитки;
- Организирането и разпространението на техническа и икономическа информация и сведения за подпомагане на членовете на Асоциацията в управлението и техническия напредък на дейността им;
- Организирането и участието в изложения, търговски панаири и други форуми в страната и чужбина, подпомагане сътрудничеството с фирми – производители на суровини, ингредиенти, оборудване, опаковки и др.;
- Осъществяването на специализирани дейности и предприемане на мерки за опазване на околната среда, както и такива, целящи намаляването на отрицателното въздействие на производството върху околната среда и здравето на хората;
- Организацията, координацията и съгласуването на подходите и намеренията на членовете на Асоциацията за дейностите на вътрешния и международния пазар, предоставяне на информация и анализи за пазарите и потребителското търсене;
- Установяване и поддържане на контакти с министерства и ведомства, учебни заведения и институти с оглед подпомгане н дейността на членовете на Асоциацията в областта на образованието и професионалната квалификация на работниците и служителите им.

### Безалкохолната промишленост в България
Бранш безалкохолни напитки в България има над 55-годишна история и тя започва с първите предприятия за бутилиране на натурални минерални води. Строителството на съвременни за 60-те години на миналия век предприятия за производството на лицензни напитки – Оранжада, Кока Кола, Пепси кола, Швепс, производството на плодови и билкови концентрати и напитки от тях, слагат началото на нов период в развитието на отрасъла.
В периода след 1990 г. в страната започва реорганизация и преструктуриране на старите предприятия. Изграждат се множество нови по-големи и по-малки предприятия и цехове за производство на газирани напитки, за бутилиране на води, за производство на натурални плодови сокове и разтворими напитки. Икономическите и политическите промени откриват възможности за рагръщане на частната инициатива. С чужди и местни капитали се създават условия за производството на все по-голямо раанообразие от напитки в съответствие с европейските критерии и стандарти. Днес българският пазар не се различава от този на Европа по разнообразие на напитки, рафасовки и опаковки. Бранша се обогатява не само като материална база, но и технологически. Много европейски и световноизвестни фирми, произвеждащи суровини, ингредиенти, машини или технологично оборудване присъстват непосредствено в бранша.
Днес безалколните напитки са част от здравословното хранене на българина и могат да бъдат фактор в балансирания начин на живот. Добре известно е, че за нормалното съществуване на човешкия организъм ежедневно трябва да се консумират около 2 литра течности. В тази връзка безалкохолните напитки могат да играят важна роля при приемаето на достатъчно течности.
В днешно време богатото разнообразие от суровини, с различна функционалност, дава възможност за създаване на иновационни продукти, с които се постига насочено въздействие върху някои метаболитни вериги на човешкия организъм, с цел постигане на добро здраве или просто добро настроение.
С изключителна динамика се развива потреблението на бутилирана вода и тя вече напитка №1 на българския пазар не само сред безалкохолните напитки, но и сред всички видове търговски марки течности.
Съществени промени настъпват и в търговската и рекламната политика на фирмите. Няма я предишната агресия. Целта е да се стимулира разумната консумация. В тон със законадателството върху опаковките на напитките вече има информация относно хранителната стойност на продуктите, за ниското съдържание или отсъствието на калории в напитките, относно ориентировъчния дневен прием на консумация на захар, здравните и хранителните ползи от консумацията на продукта, за съдържанието на калориите в 100 мл. и или в действителния обем на предлаганата напитка – напр. в 250 мл., в 330 мл., в 500 мл. и т.н.
Основни изводи в потреблението на безалкохолни напитки за 2007:
За деветмесечието на 2007 г. потреблението на безалкохолни напитки сравнено със същия период на предходната година е с 18% по-високо, което се равнява на 188 млн.литра в повече. Очакванията за годината са потребление да надхвърли 1630 млн.литра, кое то би означавало ръст от 16% в повече от предходнта година.

## Членство в Асоциацията
Асоциацията на производителите на безалкохолни напитки в България, като национално представителна организация в бранша, е силно заинтерисована производството и търговията с безалкохолни напитки да бъдат в съответствие с европейските норми за качество и безопасност. Асоциацията сътрудничи с всички заинтерисовани държавни и неправителствени структури, както при обсъждането и приемането на законодателството, така и при неговото прилагане в практиката на фирмите от бранша. На разположение на фирмите са браншови модели на Добрите производствени практики и на НАССР система, подготвени от наши експерти. В ежогодните ни работни програми са включени дейности, свързани с нформирането на специалистите в бранша за новостите в българското и европейското законодателсто, с оказването на методическата и практическа помощ за повишаване квалификацията на кадрите. Имаме амбицията на българския пазар да работят фирми, които осъзнават своята отговорност към потребителите и които спазват нормативните изисквания.

### Членове на Асоциацията
Асоциацията има 45 члена с общ пазарен дял – при газираните напитки 75%, при бутилираните води 85%, при негазираните напитки – 80%, при натуралнните сокове 50%. Общият пазарен дял на фирмите членове на Асоциацията е над 70%. Това показва, че нейни членове са основните производители на напитки в България. В Асоциацията членуват освен това и фирми производители на опаковки, суровини и добавки за безалкхолната промишленост.
- А и Д КОМЕРСИАЛ ЕООД
- АГРИМА АД
- АКВАРЕКС – В АД
- АСПАЗИЯ 92 ООД
- АТЛАНТИК ДИВАЙН АД
- БЕНКОМЕРС ООД
- БОЛЯРКА АД
- ЕНСОН ИНДЪСТРИС ЕООД
- БУЛМИНВЕКС ГБ ЕООД
- БУТИЛИРАЩА КОМПАНИЯ ГОРНА БАНЯ ООД
- БУТИЛИРАЩА КОМПАНИЯ ИЗВОР АД
- БУТИЛИРАЩА КОМПАНИЯ МИНЕРАЛНИ ВОДИ БАНКЯ ООД
- ГОТМАР ЕООД
- ДАГАТЕКС ЕООД
- ДАРУ 1 ООД
- ДЕВИН ЕАД
- ДЖИ ЕНД ВИ ООД
- ЕВРОИНВЕСТ ЕООД
- ЕКОБОТЪЛС ЕООД
- ЕТ ЗОРНИЦА ИЛИЯ-РАДЕВ
- ЕТ СВЕТЛИНИ – ЕРГУН БАХРИ Архив на оригинала от 2020-12-31 в Wayback Machine.
- Институт по криобиология и хранителни технологии
- ИТД ЕООД
- КОКА КОЛА БЪЛГАРИЯ ЕООД
- Кока-Кола ХБК България
- КОПРЕН ООД
- КРИСТАЛ ВОДА ООД
- МЕРТ 95 ООД
- МС БЪЛГАРИЯ ЕООД
- НИК ООД
- НОВА ТРЕЙД ЕООД
- ПАНТЕЛЕЙ ТОШЕВ ЕООД
- ПИК КО ЕООД
- www.Radulov-bg.com
- ст.н.с.д-р инж. Лилия Владева
- ТЕРАХИМ 97 ООД
- ТЕТРА ПАК БЪЛГАРИЯ ЕООД
- ТПК БРИЗ
- ТПК ЛИКОНА
- ТПК МИХАЛКОВО
- ТРКИЯ УОТЪР АД
- Университет по хранителни технологии
- ФЛОРИНА БЪЛГАРИЯ АД
- ХЕРТИ АД
- ХИДРОКОМП ТОРНСПРИНГ ООД

### Членство в Асоциацията
Асоциацията издава ежегодно рекламно-информационно издание ‘Годишник’. Една от задачите на Асоциацията е да провежда непрекъснати проучвания за развитието на пзара на напитки в страната, които се публикуват в годишен отчет. Асоциацията е инициатор на провеждането на ежегоден конкурс на безалкохолна напитка на годината, интересът към който непрекъснато расте.
В помощ на производителите на безалкохолни напитки са разработени браншови модели на Добри поизводствени практики, НАССР системи за безопасност на напитките. Ръководството за добри хигиенни практики при предлагането на бутилирани води за системи топла/студена вода.
Асоциацията е организатор на множество дискусии и конференции в областта на хранителното законодателство, добрите практики, системите за безопасност на храните, въвеждането на международните стандарти ISO.
АПБНБ сътрудничи с всички правителствени и неправителствени институции и организации, които имат отношение към бранша. С експертно становище участва активно в обсъждането на нормативни документи, в т.ч. закони за храните и съпътстващите го наредби. В интерес на членовете и бранша са въведени и направени конкретни поправки в текстове на закони и наредби.
Изисквания към фирмите, кандидатстващи за членство в Асоциацията на производителите на безалкохолни напитки в България, утвърдени от Управителния съвет.
Фирмите, които кандидатстват за членове на АПБНБ, трябва:
- Да са регистрирани по Закона за храните, съдебно и данъчно;
- Да имат внедрена система за безопасност на храните НАССР;
- Да произвеждат годишно минимум: 5 млн.литра безалкохолни напитки или 10 млн.литра за бутилиращите води
- Да имат предоставена концесия, ако бутилират натурална минерална вода;
- Да имат минимум 20 души постоянно назначен персонал;

В отговор на посланията, които звучат в Европа и света, членовете на Асоциацията на производителите на безалкохолни напитки приеха Кодекс за отговорни комуникации и търговски практики при продажбата на безалкохолни напитки. Той има за цел да очертае доброволните мерки за етичен и отговорен маркетинг, реклама и продажби на БН в бранша.
В основата си носи:
- послания от Кодекса на UNESDA;
- поети задължения от UNESDA и нейните корпоративни членове към Платформа 1 на ЕС, свързани с осъществяването на образователни програми за здравословно хранене, физическа активност и здравословен начин на живот;
- отразява изискванията в Националния план за действие „Храни и хранене“, приет от Министерския съвет на Република България през юни 2005 г.

Целта на Кодекса е да съдейства за развитието на взаимно съгласувани добри търговски комуникации и практики, определяйки стандарти и правила, които трябва да се спазват, по отношение на процедурите по продажба, реклама, спонсорство и други форми на търговско насърчаване в страната и в Европа.
Като приемат и се придържат към изискванията на настоящия Кодекс, членовете на Асоциацията засвидетелстват своята воля и желание да достигат същите високи стандарти за качество при комуникацията с потребителите, каквито прилагат при производството и разпространението на своите продукти. Този Кодекс е израз на отговорността на производителите към действащ процес на самооценка на своето поведение.